# 渡辺浩二 (実業家)
渡辺 浩二（わたなべ こうじ、1928年（昭和3年）7月14日 - 2009年（平成21年）5月9日）は、日本の実業家、経営者、中央化学創業者。

## 来歴
1928年（昭和3年）7月14日、山梨県に生まれる。電機学校（現・東京電機大学）卒業後、1957年（昭和32年）東京都板橋区蓮沼町において、プラスチック製ジュース壜（びん）の製造を開始。
その後、1959年（昭和34年）に有限会社三和樹脂工業所を設立し、ポリエチレン樹脂製の醤油・ソース壜（タレビン）を開発、製造。
1960年（昭和35年）東京都板橋区清水町において、有限会社南部化成を設立し、本格的にタレビンの製造を開始。1961年（昭和36年）埼玉県鴻巣市において、中央化学株式会社を設立。
1999年（平成11年）勲四等瑞宝章を受賞。

## 人物・考え方
容器・包装は生活必需品の一つであると同時に文化のバロメータでもあると考えていた。日本人は優れた容器・包装に対して強いこだわりを示し、文化の向上とともに容器・包装は必ず伸びるという信念を持ち、その信念をベースに、プラスチックの持つ特徴をフルに発揮できる高機能製品の開発に専念してきたという。また、プラスチック廃棄物問題にも積極的に取り組み、タルク入りの低カロリー型で省資源・省エネルギータイプでもある易焼却処理製品に力を入れていた。
廃プラスチック問題全体については、環境リスクの問題やトータルエネルギーコストの問題を考慮すると、ごみ発電への利用が最適と考えていた。